# Lijst van voetbalinterlands Jemen - Tanzania
Deze lijst van voetbalinterlands is een overzicht van alle officiële voetbalwedstrijden tussen de nationale teams van Jemen en Tanzania. De landen hebben tot op heden drie keer tegen elkaar gespeeld. De eerste ontmoeting, een vriendschappelijke wedstrijd, vond plaats op 4 april 2008 in Sanaa. Het laatste duel, eveneens een vriendschappelijke wedstrijd, werd gespeeld in de Jemenitische hoofdstad op 11 november 2009.

## Wedstrijden
| № | Plaats | Datum            | Competitie        | Wedstrijd        | Uitslag |
| - | ------ | ---------------- | ----------------- | ---------------- | ------- |
| 1 | Sanaa  | 4 april 2008     | Vriendschappelijk | Jemen − Tanzania | 2 − 1   |
| 2 | Sanaa  | 8 november 2009  | Vriendschappelijk | Jemen − Tanzania | 1 − 1   |
| 3 | Sanaa  | 11 november 2009 | Vriendschappelijk | Jemen − Tanzania | 2 − 1   |

## Samenvatting
| Competitie        | Totaal gespeeld | Winst Jemen | Gelijk | Winst Tanzania | Doelsaldo Jemen – Tanzania |
| ----------------- | --------------- | ----------- | ------ | -------------- | -------------------------- |
| Vriendschappelijk | 3               | 2           | 1      | 0              | 5 − 3                      |
| Totaal            | 3               | 2           | 1      | 0              | 5 − 3                      |

YFA · A-internationals
1984 – 1989 · 
1990 – 1999 · 
2000 – 2009 · 
2010 – 2019 ·
2020 − 2029
Bahrein ·
Bangladesh ·
Bhutan ·
Brunei ·
Cambodja ·
China ·
Comoren ·
Djibouti ·
Egypte ·
Eritrea ·
Ethiopië ·
Filipijnen ·
Finland ·
Hongkong ·
India ·
Indonesië ·
Irak ·
Iran ·
Japan ·
Jordanië ·
Kenia ·
Kirgizië ·
Koeweit ·
Libanon ·
Libië ·
Malawi ·
Malediven ·
Maleisië ·
Marokko ·
Mauritanië ·
Mongolië ·
Nepal ·
Noord-Korea ·
Oeganda ·
Oezbekistan ·
Oman ·
Pakistan ·
Palestina ·
Qatar ·
Saoedi-Arabië ·
Singapore ·
Soedan ·
Sri Lanka ·
Syrië ·
Tadzjikistan ·
Tanzania ·
Thailand ·
Tsjaad ·
Turkmenistan ·
Verenigde Arabische Emiraten ·
Vietnam ·
Zambia ·
Zuid-Korea
FAT · A-internationals · Olympische elftal · Vrouwenelftal
Algerije ·
Angola ·
Benin ·
Botswana ·
Brazilië ·
Bulgarije ·
Burkina Faso ·
Burundi ·
Centraal-Afrikaanse Republiek ·
China ·
Congo-Brazzaville ·
Congo-Kinshasa ·
Djibouti ·
Egypte ·
Equatoriaal-Guinea ·
Eritrea ·
Ethiopië ·
Gabon ·
Gambia ·
Ghana ·
Guinee ·
Indonesië ·
Ivoorkust ·
Jemen ·
Kaapverdië ·
Kameroen ·
Kenia ·
Lesotho ·
Liberia ·
Libië ·
Madagaskar ·
Malawi ·
Marokko ·
Mauritanië ·
Mauritius ·
Mongolië ·
Mozambique ·
Namibië ·
Nieuw-Zeeland ·
Niger ·
Nigeria ·
Oeganda ·
Palestina ·
Rwanda ·
Saoedi-Arabië ·
Senegal ·
Seychellen ·
Soedan ·
Somalië ·
Swaziland ·
Togo ·
Tsjaad ·
Tunesië ·
Zambia ·
Zimbabwe ·
Zuid-Afrika